# Newtype
Newtype (jap. ニュータイプ Nyūtaipu) – japoński miesięcznik traktujący o mandze i anime, wydawany przez Kadokawa Shoten.
Obok miesięcznika Animage jest jednym z najbardziej opiniotwórczych magazynów o anime w Japonii.

## Historia
Pierwszy numer pisma Newtype ukazał się w marcu 1985 roku. Jego nazwa została zaczerpnięta z angielskiego „Newtypes”, które w anime Kidō Senshi Gundam oznacza następny poziom w ludzkiej ewolucji. Do 2000 roku magazyn był wydawany jedynie w języku japońskim, kiedy to ówczesny redaktor naczelny Yorito Shiraishi oznajmił, że Newtype będzie miał swoją anglojęzyczną stronę internetową. Pierwsze internetowe wydanie numeru miesięcznika ukazało się 21 lipca 2000 roku. Dwa lata później rozpoczęto wydawanie także papierowej wersji anglojęzycznego miesięcznika – Newtype USA. W 2008 roku wydawanie Newtype USA zostało zawieszone. W ciągu sześciu lat sprzedaż magazynu oscylowała w granicach 50-75 tys. egzemplarzy miesięcznie.

## Newtype Anime Awards
W 2011 roku, z powodu nieporozumień, grupa redaktorów odeszła z Newtype i przeszła do konkurencyjnego miesięcznika Animage. Z tego powodu, w sierpniu 2011 magazyn Newtype ustanowił własną nagrodę – Newtype Anime Award. Jest ona przyznawana corocznie, w 21 kategoriach, a jej wyniki ogłaszane są w październikowym numerze magazynu.
| Rok  | Kategoria                    | Zwycięzca                                                                  | Drugie miejsce                                                        | Trzecie miejsce | Źródło |
| ---- | ---------------------------- | -------------------------------------------------------------------------- | --------------------------------------------------------------------- | --- | ------ |
| 2011 | Najlepsze anime              | Puella Magi Madoka Magica                                                  | –                                                                     | – | [ 8 ]  |
| 2011 | Najlepszy film               | Macross Frontier – Sayonara no Tsubasa                                     | –                                                                     | – | [ 8 ]  |
| 2011 | Najlepsza postać męska       | Rintarō Okabe (Steins;Gate)                                                | –                                                                     | – | [ 8 ]  |
| 2011 | Najlepsza postać żeńska      | Homura Akemi (Puella Magi Madoka Magica)                                   | –                                                                     | – | [ 8 ]  |
| 2011 | Najlepszy seiyū              | Mamoru Miyano                                                              | –                                                                     | – | [ 8 ]  |
| 2011 | Najlepsza seiyū              | Aoi Yūki                                                                   | –                                                                     | – | [ 8 ]  |
| 2011 | Najlepszy reżyser            | Akiyuki Shinbo (Puella Magi Madoka Magica)                                 | –                                                                     | – | [ 8 ]  |
| 2011 | Najlepszy scenariusz         | Puella Magi Madoka Magica                                                  | –                                                                     | – | [ 8 ]  |
| 2011 | Najlepszy projektant postaci | Puella Magi Madoka Magica                                                  | –                                                                     | – | [ 8 ]  |
| 2011 | Najlepsza piosenka           | „Connect” (Puella Magi Madoka Magica)                                      | –                                                                     | – | [ 8 ]  |
| 2012 | Najlepsze anime              | Fate/Zero                                                                  | The Idolmaster                                                        | Nisemonogatari | [ 9 ]  |
| 2012 | Najlepszy film               | Eiga K-ON!                                                                 | Magical Girl Lyrical Nanoha The Movie 2nd A's                         | Wilcze dzieci | [ 9 ]  |
| 2012 | Najlepsza postać męska       | Rider (Fate/Zero)                                                          | Koyomi Araragi (Nisemonogatari)                                       | Kiritsugu Emiya (Fate/Zero) | [ 9 ]  |
| 2012 | Najlepsza postać żeńska      | Haruka Amami (The Idolmaster)                                              | Saber (Fate/Zero)                                                     | Eru Chitanda (Hyōka) | [ 9 ]  |
| 2012 | Najlepszy seiyū              | Akio Ōtsuka                                                                | Hiroshi Kamiya                                                        | Rikiya Koyama | [ 9 ]  |
| 2012 | Najlepsza seiyū              | Eriko Nakamura                                                             | Miyuki Sawashiro                                                      | Kana Hanazawa | [ 9 ]  |
| 2012 | Najlepszy reżyser            | Atsushi Nishigori (The Idolmaster)                                         | Ei Aoki (Fate/Zero)                                                   | Akiyuki Shinbo (Nisemonogatari) | [ 9 ]  |
| 2012 | Najlepszy scenariusz         | Tōko Machida (The Idolmaster)                                              | Ufotable (Fate/Zero)                                                  | Masakazu Hashimoto (Tari Tari) | [ 9 ]  |
| 2012 | Najlepszy projektant postaci | Atsushi Nishigori (The Idolmaster)                                         | Tomonori Sudō, Atsushi Ikariya (Fate/Zero)                            | Futoshi Nishiya (Hyōka) | [ 9 ]  |
| 2012 | Najlepsza piosenka           | „Ready!!” (The Idolmaster)                                                 | „to the beginning” (Fate/Zero)                                        | „Change!!!!” (The Idolmaster) | [ 9 ]  |
| 2013 | Najlepsze anime              | Atak Tytanów                                                               | Ginga Kikōtai Majestic Prince                                         | Girls und Panzer | [ 10 ] |
| 2013 | Najlepszy film               | Steins;Gate: Fuka Ryōiki no Déjà vu                                        | Tiger & Bunny: The Beginning                                          | Menma e no tegami | [ 10 ] |
| 2013 | Najlepsza postać męska       | Rintarō Okabe (Steins;Gate: Fuka Ryōiki no Déjà vu)                        | Koyomi Araragi (Monogatari Series Second Season)                      | Kotetsu Kaburagi (Tiger & Bunny: The Beginning)                                                                                    | [ 10 ] |
| 2013 | Najlepsza postać żeńska      | Mikasa Ackermann (Atak Tytanów)                                            | Kurisu Makise (Steins;Gate: Fuka Ryōiki no Déjà vu)                   | Akane Tsunemori (Psycho-Pass) | [ 10 ] |
| 2013 | Najlepszy seiyū              | Tomokazu Sugita                                                            | Hiroshi Kamiya                                                        | Mamoru Miyano | [ 10 ] |
| 2013 | Najlepsza seiyū              | Miyuki Sawashiro                                                           | Asami Imai                                                            | Kana Hanazawa | [ 10 ] |
| 2013 | Najlepszy reżyser            | Tetsuro Araki (Atak Tytanów)                                               | Keitaro Motonaga (Ginga Kikōtai Majestic Prince)                      | Tsutomu Mizushima (Girls und Panzer), Naoyoshi Shiotani (Psycho-Pass)                                                              | [ 10 ] |
| 2013 | Najlepszy scenariusz         | Yasuko Kobayashi (Atak Tytanów)                                            | Reiko Yoshida (Ginga Kikōtai Majestic Prince)                         | Gen Urobuchi (Psycho-Pass) | [ 10 ] |
| 2013 | Najlepszy projektant postaci | Asako Nishida, Yūhei Murota (Love Live! School Idol Project)               | Kenji Hayama, Tokuhiro Itagaki (Tiger & Bunny)                        | Hisashi Hirai (Ginga Kikōtai Majestic Prince)                                                                                      | [ 10 ] |
| 2013 | Najlepsza piosenka           | „Guren no Yumiya” (Atak Tytanów)                                           | „Linear Blue wo Kikinagara” (Tiger & Bunny: The Beginning)            | „Bokura wa Ima no Naka de” (Love Live! School Idol Project)                                                                        | [ 10 ] |
| 2014 | Najlepsze anime              | Kill la Kill                                                               | Aoki Hagane no Arpeggio                                               | Love Live! School Idol Project | [ 11 ] |
| 2014 | Najlepszy film               | The iDOLM@STER Movie: Kagayaki no Mukōgawa e!                              | Gekijōban Mahō Shōjo Madoka Magica                                    | Tiger & Bunny: The Rising | [ 11 ] |
| 2014 | Najlepsza postać męska       | Kirito (Sword Art Online)                                                  | Producer (The iDOLM@STER Movie: Kagayaki no Mukōgawa e!)              | Rin Matsuoka (Free! Eternal Summer), Gunzō Chihaya (Aoki Hagane no Arpeggio)                                                       | [ 11 ] |
| 2014 | Najlepsza postać żeńska      | Haruka Amami (The iDOLM@STER Movie: Kagayaki no Mukōgawa e!)               | Ryūko Matoi (Kill la Kill)                                            | Mako Mankanshoku (Kill la Kill) | [ 11 ] |
| 2014 | Najlepszy seiyū              | Yūki Kaji                                                                  | Yoshitsugu Matsuoka                                                   | Mamoru Miyano | [ 11 ] |
| 2014 | Najlepsza seiyū              | Eriko Nakamura                                                             | Manami Numakura                                                       | Sora Amamiya | [ 11 ] |
| 2014 | Najlepszy reżyser            | Atsushi Nishigori (The iDOLM@STER Movie: Kagayaki no Mukōgawa e!)          | Hiroyuki Imaishi (Kill la Kill)                                       | Akiyuki Simbo (Nisekoi) | [ 11 ] |
| 2014 | Najlepszy scenariusz         | Kazuki Nakashima (Kill la Kill)                                            | Gen Urobuch (Puella Magi Madoka Magica)                               | Atsushi Nishigori, Tatsuya Takahashi (The iDOLM@STER Movie: Kagayaki no Mukōgawa e!), Masafumi Nishida (Tiger & Bunny: The Rising) | [ 11 ] |
| 2014 | Najlepszy projektant postaci | Sushio (Kill la Kill)                                                      | Atsushi Nishigori (The iDOLM@STER Movie: Kagayaki no Mukōgawa e!)     | Kazuaki Morita (Aoki Hagane no Arpeggio)                                                                                           | [ 11 ] |
| 2014 | Najlepsza piosenka           | „M@STERPIECE” (The iDOLM@STER Movie: Kagayaki no Mukōgawa e!)              | „Sirius” (Kill la Kill)                                               | „harmonized finale” (Tiger & Bunny: The Rising)                                                                                    | [ 11 ] |
| 2015 | Najlepsze anime              | Fate/stay night: Unlimited Blade Works                                     | Yahari ore no seishun rabukome wa machigatteiru. Zoku                 | The IDOLM@STER Cinderella Girls | [ 12 ] |
| 2015 | Najlepszy film               | Psycho Pass                                                                | Love Live! The School Idol Movie                                      | Bakemono no ko | [ 12 ] |
| 2015 | Najlepsza postać męska       | Hachiman Hikigaya (Yahari ore no seishun rabukome wa machigatteiru. Zoku)  | Producer (The IDOLM@STER Cinderella Girls)                            | Archer (Fate/stay night: Unlimited Blade Works)                                                                                    | [ 12 ] |
| 2015 | Najlepsza postać żeńska      | Yukino Yukinoshita (Yahari ore no seishun rabukome wa machigatteiru. Zoku) | Rin Tōsaka (Fate/stay night: Unlimited Blade Works)                   | Akane Tsunemori (Psycho-Pass) | [ 12 ] |
| 2015 | Najlepszy seiyū              | Takuya Eguchi                                                              | Natsuki Hanae                                                         | Yoshitsugu Matsuoka | [ 12 ] |
| 2015 | Najlepsza seiyū              | Kana Hanazawa                                                              | Saori Hayami                                                          | Miyuki Sawashiro | [ 12 ] |
| 2015 | Najlepszy reżyser            | Atsushi Nishigori (Fate/stay night: Unlimited Blade Works)                 | Kei Oikawa (Yahari ore no seishun rabukome wa machigatteiru. Zoku)    | Naoyoshi Shiotani (Psycho-Pass) | [ 12 ] |
| 2015 | Najlepszy scenariusz         | Gen Urobuchi, Makoto Fukami (Psycho-Pass)                                  | Shôtarô Suga (Yahari ore no seishun rabukome wa machigatteiru. Zoku)  | Ufotable (Fate/stay night: Unlimited Blade Works)                                                                                  | [ 12 ] |
| 2015 | Najlepszy projektant postaci | Yuusuke Matsuo (The IDOLM@STER Cinderella Girls)                           | Yuichi Tanaka (Yahari ore no seishun rabukome wa machigatteiru. Zoku) | Tomonori Sudou, Hisayuki Tabata, Atsushi Ikariya (Fate/stay night: Unlimited Blade Works)                                          | [ 12 ] |
| 2015 | Najlepsza piosenka           | „Brave Shine” (Fate/stay night: Unlimited Blade Works)                     | „Harumodoki” (Yahari ore no seishun rabukome wa machigatteiru. Zoku)  | „Star!!” (The IDOLM@STER Cinderella Girls)                                                                                         | [ 12 ] |
| 2016 | Najlepsze anime              | Kōtetsujō no Kabaneri                                                      | Re: Zero – Życie w innym świecie od zera                              | Macross Delta | [ 13 ] |
| 2016 | Najlepszy film               | Kimi no na wa.                                                             | Kizumonogatari                                                        | Girls und Panzer der Film | [ 13 ] |
| 2016 | Najlepsza postać męska       | Natsuki Subaru (Re: Zero – Życie w innym świecie od zera)                  | Ikoma (Kōtetsujō no Kabaneri)                                         | Koyomi Araragi (Monogatari) | [ 13 ] |
| 2016 | Najlepsza postać żeńska      | Rem (Re: Zero – Życie w innym świecie od zera)                             | Mumei (Kōtetsujō no Kabaneri)                                         | Shinobu Oshino (Monogatari) | [ 13 ] |
| 2016 | Najlepszy seiyū              | Hiroshi Kamiya                                                             | Yūsuke Kobayashi                                                      | Daisuke Ono | [ 13 ] |
| 2016 | Najlepsza seiyū              | Inori Minase                                                               | Kana Hanazawa                                                         | Rie Kugimiya | [ 13 ] |
| 2016 | Najlepszy reżyser            | Masaharu Watanabe (Re: Zero – Życie w innym świecie od zera)               | Tetsuro Araki (Kōtetsujō no Kabaneri)                                 | Makoto Shinkai (Kimi no na wa.) | [ 13 ] |
| 2016 | Najlepszy scenariusz         | Ichiro Okouchi (Kōtetsujō no Kabaneri)                                     | Masahiro Yokotani (Re: Zero – Życie w innym świecie od zera)          | Toshizo Nemoto (Macross Delta) | [ 13 ] |
| 2016 | Najlepszy projektant postaci | Haruhiko Mikimoto, Yasuyuki Ebara (Kōtetsujō no Kabaneri)                  | Atto, Naoto Nakamura (Hai-Furi)                                       | Shinichirou Otsuka, Kyuta Sakai (Re: Zero – Życie w innym świecie od zera)                                                         | [ 13 ] |
| 2016 | Najlepsza piosenka           | „High Free Spirits” (Hai-Furi)                                             | „Zen-Zen-Zense” (Kimi no na wa.)                                      | „Kōtetsujō no Kabaneri” (Kōtetsujō no Kabaneri)                                                                                    | [ 13 ] |
| 2017 | Najlepsze anime              | Fate/Apocrypha                                                             | Bungou Stray Dogs – Bezpańscy literaci                                | Katsugeki/Tōken ranbu | [ 14 ] |
| 2017 | Najlepszy film               | Sword Art Online: Ordinal Scale                                            | Koe no katachi                                                        | Kono sekai no katasumi ni | [ 14 ] |
| 2017 | Najlepsza postać męska       | Kirito (Sword Art Online: Ordinal Scale)                                   | Osamu Dazai (Bungou Stray Dogs – Bezpańscy literaci)                  | Chūya Nakahara (Bungou Stray Dogs – Bezpańscy literaci)                                                                            | [ 14 ] |
| 2017 | Najlepsza postać żeńska      | Asuna (Sword Art Online: Ordinal Scale)                                    | Serval (Kemono Friends)                                               | Kyōka Izumi (Bungou Stray Dogs – Bezpańscy literaci)                                                                               | [ 14 ] |
| 2017 | Najlepszy seiyū              | Yūichirō Umehara                                                           | Miyu Irino                                                            | Yoshitsugu Matsuoka | [ 14 ] |
| 2017 | Najlepsza seiyū              | Miyuki Sawashiro                                                           | Kana Hanazawa                                                         | Saori Hayami | [ 14 ] |
| 2017 | Najlepszy reżyser            | Takuya Igarashi (Bungou Stray Dogs – Bezpańscy literaci)                   | Yoshiyuki Asai (Fate/Apocrypha)                                       | Tatsuki (Kemono Friends) | [ 14 ] |
| 2017 | Najlepszy scenariusz         | Yūichirō Higashide (Fate/Apocrypha)                                        | Yōji Enokido (Bungou Stray Dogs – Bezpańscy literaci)                 | Reki Kawahara (Sword Art Online: Ordinal Scale)                                                                                    | [ 14 ] |
| 2017 | Najlepszy projektant postaci | Nobuhiro Arai, Harukawa35 (Bungou Stray Dogs – Bezpańscy literaci)         | Yūkei Yamada, Ototsugu Konoe (Fate/Apocrypha)                         | Mine Yoshizaki (Kemono Friends) | [ 14 ] |
| 2017 | Najlepsza piosenka           | „Yōkoso Japari Park e” (Kemono Friends)                                    | „Catch the Moment” (Sword Art Online: Ordinal Scale)                  | „History Maker” (Yūri!!! on ICE)                                                                                                   | [ 14 ] |
| 2018 | Najlepsze anime              | The Idolm@ster SideM                                                       | Darling in the Franxx                                                 | Sora yorimo tōi basho | [ 15 ] |
| 2018 | Najlepszy film               | Bungou Stray Dogs: Dead Apple                                              | Fate/stay night: Heaven's feel                                        | Detective Conan: Zero no shikkounin                                                                                                | [ 15 ] |
| 2018 | Najlepsza postać męska       | Teru Tendō (The Idolm@ster SideM)                                          | Chūya Nakahara (Bungou Stray Dogs: Dead Apple)                        | Osamu Dazai (Bungou Stray Dogs: Dead Apple)                                                                                        | [ 15 ] |
| 2018 | Najlepsza postać żeńska      | Kyōka Izumi (Bungou Stray Dogs: Dead Apple)                                | Zero Two (Darling in the Franxx)                                      | Saber (Fate/stay night: Heaven's feel)                                                                                             | [ 15 ] |
| 2018 | Najlepszy seiyū              | Mamoru Miyano                                                              | Shugo Nakamura                                                        | Yūto Uemura | [ 15 ] |
| 2018 | Najlepsza seiyū              | Kana Hanazawa                                                              | Sumire Morohoshi                                                      | Haruka Tomatsu | [ 15 ] |
| 2018 | Najlepszy reżyser            | Takuya Igarashi (Bungou Stray Dogs: Dead Apple)                            | Takahiro Harada, Miyuki Kuroki (The Idolm@ster SideM)                 | Atsuko Ishizuka (Sora yorimo tōi basho)                                                                                            | [ 15 ] |
| 2018 | Najlepszy scenariusz         | Yuniko Ayana, Yukie Sugawara (The Idolm@ster SideM)                        | Yōji Enokido (Bungou Stray Dogs: Dead Apple)                          | Jukki Hanada (Sora yorimo tōi basho)                                                                                               | [ 15 ] |
| 2018 | Najlepszy projektant postaci | Yūsuke Tanaka, Haruko Iizuka (The Idolm@ster SideM)                        | Nobuhiro Arai (Bungou Stray Dogs: Dead Apple)                         | Masayoshi Tanaka (Darling in the Franxx)                                                                                           | [ 15 ] |
| 2018 | Najlepsza piosenka           | „Reason!!” (The Idolm@ster SideM)                                          | „CDeadly Drive” (Bungou Stray Dogs: Dead Apple)                       | „Kiss of Death” (Darling in the Franxx)                                                                                            | [ 15 ] |
| 2019 | Najlepsze anime              | Miecz zabójcy demonów – Kimetsu no Yaiba                                   | Bungou Stray Dogs – Bezpańscy literaci                                | Banana Fish | [ 16 ] |
| 2019 | Najlepszy film               | Promare                                                                    | Fate/stay night: Heaven's feel II. lost butterfly                     | Uta no Prince-sama: Maji Love Kingdom                                                                                              | [ 16 ] |
| 2019 | Najlepsza postać męska       | Tanjirō Kamado (Miecz zabójcy demonów – Kimetsu no Yaiba)                  | Ash Lynx (Banana Fish)                                                | Kirito (Sword Art Online: Alicization)                                                                                             | [ 16 ] |
| 2019 | Najlepsza postać żeńska      | Nezuko Kamado (Miecz zabójcy demonów – Kimetsu no Yaiba)                   | Sakura Matō (Fate/stay night: Heaven's feel II. lost butterfly)       | Kyōka Izumi (Bungou Stray Dogs – Bezpańscy literaci)                                                                               | [ 16 ] |
| 2019 | Najlepszy seiyū              | Natsuki Hanae                                                              | –                                                                     | – | [ 16 ] |
| 2019 | Najlepsza seiyū              | Akari Kitō                                                                 | –                                                                     | – | [ 16 ] |
| 2019 | Najlepszy reżyser            | Haruo Sotozaki (Miecz zabójcy demonów – Kimetsu no Yaiba)                  | –                                                                     | – | [ 16 ] |
| 2019 | Najlepszy scenariusz         | Kazuki Nakashima (Promare)                                                 | –                                                                     | – | [ 16 ] |
| 2019 | Najlepszy projektant postaci | Koyoharu Gotouge (Miecz zabójcy demonów – Kimetsu no Yaiba)                | –                                                                     | – | [ 16 ] |
| 2019 | Najlepsza piosenka           | „Gurenge” (Miecz zabójcy demonów – Kimetsu no Yaiba)                       | –                                                                     | – | [ 16 ] |